# Stato quantico
In meccanica quantistica, uno stato quantico è un'entità matematica che fornisce una distribuzione di probabilità per i risultati di ogni possibile misurazione su un sistema. La conoscenza dello stato quantico, unitamente alle regole dell'evoluzione del sistema nel tempo, costituisce tutto ciò che si può prevedere sul comportamento del sistema. Una miscela di stati quantici è di nuovo uno stato quantico.
Gli stati quantici che non possono essere scritti come una miscela di altri stati sono chiamati stati quantici puri (o sovrapposizione coerente), mentre tutti gli altri stati sono chiamati stati quantici misti (o miscela statistica). Uno stato quantistico puro può essere rappresentato da un vettore in uno spazio di Hilbert sui numeri complessi, mentre gli stati misti sono rappresentati da matrici densità, che sono operatori semidefiniti positivi che agiscono sugli spazi di Hilbert.
Gli stati puri sono anche conosciuti come vettori di stato o funzioni d'onda, in particolare quando gli stati sono rappresentati come funzioni della posizione o della quantità di moto. Per esempio, quando si tratta dello spettro energetico dell'elettrone in un atomo di idrogeno, i vettori di stato rilevanti sono identificati dal numero quantico principale, il numero quantico di momento angolare, il numero quantico magnetico, e la componente z dello spin. Per un altro esempio, se lo spin di un elettrone viene misurato in qualsiasi direzione, ad esempio con un esperimento di Stern-Gerlach, ci sono due possibili risultati: su o giù. Lo spazio di Hilbert per lo spin dell'elettrone è quindi bidimensionale e costituisce un qubit. Uno stato puro qui è rappresentato da un vettore complesso bidimensionale {\displaystyle (\alpha ,\beta )} con una lunghezza di uno, cioè con
{\displaystyle |\alpha |^{2}+|\beta |^{2}=1,}
dove {\displaystyle |\alpha |} e {\displaystyle |\beta |} sono i valori assoluti di {\displaystyle \alpha } e {\displaystyle \beta }. Uno stato misto, in questo caso, ha la struttura di una matrice {\displaystyle 2\times 2} hermitiana e semi-definita positiva, con traccia 1. Un caso più complicato è dato (nella notazione bra-ket) dallo stato di singoletto, che esemplifica l'entanglement quantistico:
{\displaystyle \left|\psi \right\rangle ={\frac {1}{\sqrt {2}}}{\big (}\left|\uparrow \downarrow \right\rangle -\left|\downarrow \uparrow \right\rangle {\big )},}
che comporta la sovrapposizione di stati di spin per due particelle con spin 1⁄2. Lo stato di singoletto soddisfa la proprietà che se gli spin delle particelle sono misurati lungo la stessa direzione allora o lo spin della prima particella è osservato su e quello della seconda giù, o viceversa; entrambe le possibilità accadono con uguale probabilità.
Uno stato quantistico misto corrisponde a una miscela probabilistica di stati puri; tuttavia, diverse distribuzioni di stati puri possono generare stati misti equivalenti (cioè fisicamente indistinguibili). Il teorema di Schrödinger-HJW classifica la moltitudine di modi per scrivere un dato stato misto come una combinazione convessa di stati puri.
Prima che una particolare misurazione venga eseguita su un sistema quantistico, la teoria fornisce solo una distribuzione di probabilità per il risultato, e la forma che questa distribuzione assume è completamente determinata dallo stato quantico e dagli operatori lineari che descrivono la misurazione. Le distribuzioni di probabilità per le diverse misurazioni presentano dei compromessi esemplificati dal principio di indeterminazione: uno stato che implica una gamma ristretta di possibili risultati per un esperimento implica necessariamente una vasta gamma di possibili risultati per un altro.

## Descrizione concettuale

### Stati puri

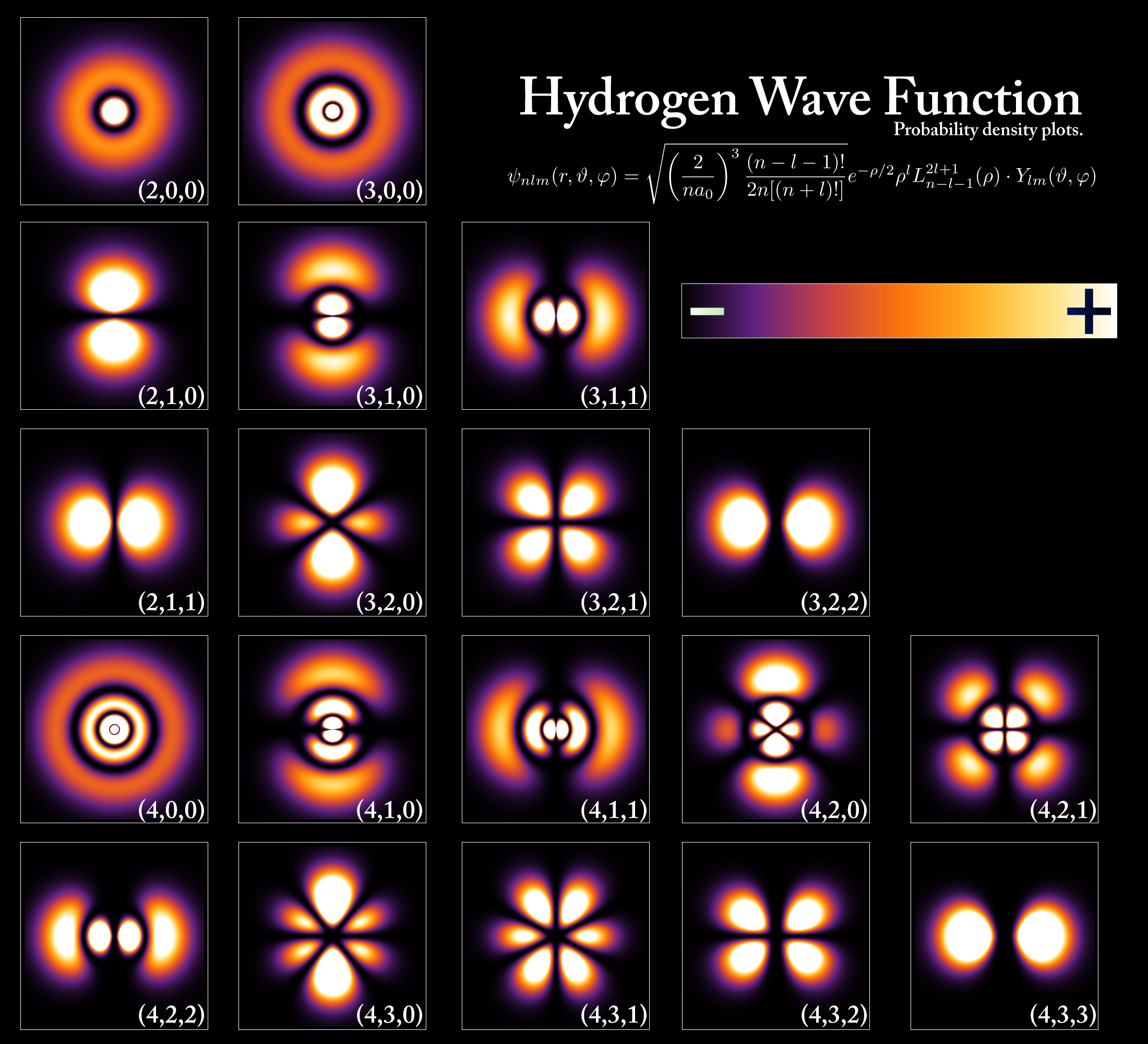
Densità di probabilità per l'elettrone di un atomo di idrogeno in diversi stati quantistici

Nella formulazione matematica della meccanica quantistica, gli stati quantici puri corrispondono a vettori in uno spazio di Hilbert, mentre ogni grandezza osservabile  (come l'energia o la quantità di moto di una particella) è associata a un operatore, di fatto un'applicazione lineare che agisce sugli stati del sistema. Gli autovalori dell'operatore corrispondono ai possibili valori dell'osservabile. Per esempio, è possibile osservare una particella con quantità di moto pari a 1 kg⋅m/s se e solo se uno degli autovalori dell'operatore associato è 1 kg⋅m/s. Il corrispondente autovettore (che i fisici chiamano autostato) con autovalore 1 kg⋅m/s sarebbe uno stato con un ben definito valore di quantità di moto di 1 kg⋅m/s, con nessuna incertezza quantistica: se venisse misurata la quantità di moto, il risultato è garantito essere pari a 1 kg⋅m/s.
D'altra parte, un sistema in una sovrapposizione di molti diversi autostati in generale ha incertezza quantistica per una data osservabile. Possiamo rappresentare questa combinazione lineare di autostati come:
{\displaystyle |\Psi (t)\rangle =\sum _{n}C_{n}(t)|\Phi _{n}\rangle .}
Il coefficiente che corrisponde a un particolare stato nella combinazione lineare è un numero complesso, comportando così effetti di interferenza tra gli stati. I coefficienti sono dipendenti dal tempo. Come uno stato quantistico cambia nel tempo è governato dall'operatore di evoluzione temporale. I simboli {\displaystyle |} e {\displaystyle \rangle } che circondano {\displaystyle \Psi } fanno parte della notazione bra-ket.
Le miscele statistiche di stati sono un tipo diverso di combinazione lineare. Una miscela statistica di stati è un insieme statistico di sistemi indipendenti. Esse rappresentano il nostro grado di conoscenza mentre l'incertezza all'interno della meccanica quantistica è fondamentale nella teoria. Matematicamente, una miscela statistica non è una combinazione che utilizza coefficienti complessi, ma piuttosto una combinazione che utilizza valori reali, probabilità positive di stati diversi {\displaystyle \Phi _{n}}. Un numero {\displaystyle P_{n}} rappresenta la probabilità che un sistema selezionato a caso sia nello stato {\displaystyle \Phi _{n}}. A differenza del caso della combinazione lineare, ogni sistema si trova in un determinato autostato.
Il valore di aspettazione {\displaystyle \langle A\rangle _{\sigma }} di un'osservabile A è una media statistica di valori misurati dell'osservabile. È questa media, e la distribuzione di probabilità, che viene predetta dalle teorie fisiche.
Non ci sono stati che siano autostati per tutte le osservabili allo stesso tempo. Per esempio, non è possibile preparare uno stato tale che sia una misura della posizione sia una misura della quantità di moto (effettuate nello stesso istante di tempo) siano conosciute esattamente; almeno una delle due avrà un intervallo di valori possibili. Questo è il contenuto del principio di indeterminazione di Heisenberg.
Inoltre, a differenza di quanto accade in meccanica classica, è inevitabile che effettuare una misura del sistema in genere cambia il suo stato. Più precisamente: dopo aver misurato un'osservabile A, il sistema sarà in un autostato di A; allora lo stato è cambiato, a meno che non si trovasse già in un autostato. Questo esprime un genere di coerenza logica: se viene misurata A due volte consecutivamente, allora queste misure produrranno lo stesso risultato. Questo ha tuttavia alcune conseguenze particolari, come segue.
Consideriamo due osservabili incompatibili, A e B, dove A è stata misurata precedentemente nel tempo rispetto a B. Si supponga che il sistema sia in un autostato di B all'inizio dell'esperimento. Se misuriamo solo B, tutti gli esperimenti daranno lo stesso risultato. Se invece si misura prima A e poi B nello stesso esperimento, il sistema si trasferirà in un autostato di A dopo la prima misurazione, con la conseguenza che i risultati di B saranno generalmente statistici. La conclusione è che le misure dei sistemi quantistici si influenzano a vicenda, e l'ordine in cui vengono effettuate è importante.
Un'altra caratteristica degli stati quantistici diventa rilevante se si considera un sistema fisico costituito da più sottosistemi; per esempio, un esperimento con due particelle piuttosto che una. La fisica quantistica permette certi stati, chiamati stati entangled, che mostrano certe correlazioni statistiche tra le misure sulle due particelle che non possono essere spiegate dalla teoria classica. Questi stati entangled portano a proprietà sperimentalmente testabili (teorema di Bell) che permettono di distinguere tra la teoria quantistica e modelli alternativi classici (non quantistici).

### Rappresentazione di Schrödinger e rappresentazione di Heisenberg
Si possono considerare le osservabili dipendenti dal tempo, mentre lo stato rimane fissato dall'inizio dell'esperimento. Questo approccio è chiamato "rappresentazione di Heisenberg". Si può, allo stesso modo, trattare le osservabili come fissate e invece considerare lo stato del sistema variabile nel tempo; questo si chiama rappresentazione di Schrödinger. Concettualmente (e matematicamente), i due approcci sono equivalenti; scegliere una delle due è una convenzione.
Nella teoria quantistica sono utilizzati entrambi i punti di vista. Mentre la meccanica quantistica non relativistica è solitamente formulata in termini della rappresentazione di Schrödinger, quella di Heisenberg è spesso preferita nel contesto relativistico, ovvero per la teoria quantistica dei campi. Un'altra rappresentazione, intermedia, è la rappresentazione di interazione.

## Formalismo in fisica quantistica

### Stati puri come raggi in uno spazio di Hilbert complesso
La fisica quantistica è spesso formulata in termini dell'algebra lineare, come segue. Un determinato sistema è identificato con qualche spazio di Hilbert di dimensione finita o infinita. Gli stati puri corrispondono a vettori di norma 1. Allora l'insieme di tutti gli stati puri corrispondono alla sfera unitaria nello spazio di Hilbert, perché la sfera unitaria è definita come l'insieme di tutti i vettori con norma 1.
Moltiplicare uno stato puro per uno scalare è fisicamente ininfluente. Se un vettore in uno spazio di Hilbert {\displaystyle H} può essere ottenuto da un altro vettore moltiplicando per un certo numero complesso non nullo, si dice che i due vettori corrispondano allo stesso "raggio" in {\displaystyle H} e anche allo stesso punto nello spazio di Hilbert proiettivo di {\displaystyle H}.

### Notazione bra-ket
I calcoli in meccanica quantistica fanno spesso uso di operatori lineari, prodotti scalari, spazi duali e l'operazione di coniugazione hermitiana. Al fine di rendere questi calcoli più scorrevoli e per rendere meno necessario la comprensione completa dell'algebra lineare, Paul Dirac inventò una notazione per descrivere gli stati quantici, detta notazione bra-ket. Alcune conseguenze di questo sono:
- L'espressione usata per denotare un vettore di stato (che corrisponde a uno stato quantico puro) ha la forma {\displaystyle |\psi \rangle } (dove "{\displaystyle \psi }" può essere sostituito da qualsiasi altro simbolo, lettera, numero o anche parola). Questo può essere contrastato con la solita notazione matematica, dove i vettori sono di solito lettere latine minuscole, ed è chiaro dal contesto che sono effettivamente vettori.
- Dirac definì due tipi di vettore, bra e ket, l'uno il duale dell'altro.[a 6]
- Ogni ket {\displaystyle |\psi \rangle } è univocamente associato a un bra, denotato con {\displaystyle \langle \psi |}, che corrisponde allo stesso stato quantistico. Tecnicamente, il bra è l'aggiunto del ket. È un elemento dello spazio duale, e correlato al ket per il Teorema di rappresentazione di Riesz. In uno spazio finito-dimensionale con una base scelta, se si scrive {\displaystyle |\psi \rangle } come un vettore colonna, {\displaystyle \langle \psi |} è un vettore riga; per ottenerlo occorre trasporre {\displaystyle |\psi \rangle } e fare il complesso coniugato delle sue entrate.
- I prodotti scalari[a 7][a 8] (anche chiamati braket da bra e ket) sono scritti in modo tale che un bra e un ket siano uno attaccato all'altro: {\displaystyle \langle \psi _{1}|\psi _{2}\rangle }.

### Spin
Il momento angolare ha la stessa dimensione (M · L2 · T-1) della costante di Planck e, sulla scala quantistica, si comporta come un grado di libertà discreto dei sistemi quantistici. La maggior parte delle particelle possiedono un particolare momento angolare intrinseco che non appare in meccanica classica e ha origine dalla generalizzazione relativistica della teoria da parte di Dirac. Matematicamente è descritto con gli spinori. In meccanica quantistica non relativistica le rappresentazioni del gruppo di Lie SU(2) vengono usate per descrivere questa libertà aggiuntiva. Per una data particella, la scelta di rappresentazione (e quindi l'intervallo dei possibili valori dell'osservabile di spin) è specificata da un numero non negativo S che, in unità della costante di Planck ridotta ħ, è o intero (0, 1, 2...) o semintero (1/2, 3/2, 5/2...). Per una particella massiva con spin S, il suo numero quantico di spin m assume sempre uno dei possibili 2S + 1 valori nell'insieme 
{\displaystyle \{-S,-S+1,\ldots ,+S-1,+S\}}
Di conseguenza, lo stato quantico di una particella con spin è descritto da una funzione d'onda a valori vettoriali in {\displaystyle \mathbb {C} ^{2S+1}}. Equivalentemente, è rappresentato da una funzione a valori complessi di quattro variabili: un numero quantico discreto (per lo spin) è aggiunto alle usuali tre variabili continue (per la posizione nello spazio).

### Stati a molti corpi e statistica delle particelle
Lo stato quantistico di un sistema di N particelle, ciascuna potenzialmente con spin, è descritto da una funzione a valori complessi con quattro variabili per particella, corrispondente a 3 coordinate spaziali e lo spin, ad esempio
{\displaystyle |\psi (\mathbf {r} _{1},\,m_{1};\;\dots ;\;\mathbf {r} _{N},\,m_{N})\rangle .}
dove le variabili di spin mν assumono valori dell'insieme 
{\displaystyle \{-S_{\nu },\,-S_{\nu }+1,\,\ldots ,\,+S_{\nu }-1,\,+S_{\nu }\}}
in cui {\displaystyle S_{\nu }} è lo spin della ν-esima particella. {\displaystyle S_{\nu }=0} se la particella ν-esima non ha spin.
La trattazione delle particelle identiche per i bosoni (particelle con spin intero) differisce da quella per i fermioni (particelle con spin semintero). La funzione a N-particelle di cui sopra dovrà essere simmetrizzata (nel caso bosonico) o anti-simmetrizzata (nel caso fermionico) rispetto al numero delle particelle. Se non tutte e N le particelle sono identiche, ma alcune sì, allora la funzione deve essere (anti-) simmetrizzata separatamente sulle variabili corrispondenti a ogni gruppo di variabili identiche, secondo la statistica bosonica o fermionica.
Gli elettroni sono fermioni con S = 1/2, i fotoni sono bosoni con S = 1 (sebbene siano senza massa e pertanto non possono essere descritte con la meccanica di Schrödinger).

### Stati di base dei sistemi a una particella
Come per ogni spazio di Hilbert, se una base è scelta, allora ogni ket può essere sviluppato come una combinazione lineare degli elementi della base. In simboli, dati i ket di base {\displaystyle |{k_{i}}\rangle }, ogni ket {\displaystyle |\psi \rangle } si scrive come
{\displaystyle |\psi \rangle =\sum _{i}c_{i}|{k_{i}}\rangle }
dove ci sono numeri complessi. In termini fisici, questa formula significa che {\displaystyle |\psi \rangle } è stata espressa come una "sovrapposizione quantistica" degli stati {\displaystyle |{k_{i}}\rangle }. Se i ket di base sono scelti ortonormali (come accade di solito), allora {\displaystyle c_{i}=\langle {k_{i}}|\psi \rangle }.
Una proprietà degna di nota è che gli stati normalizzati {\displaystyle |\psi \rangle } sono caratterizzati da
{\displaystyle \langle \psi |\psi \rangle =1,}
e per una base ortonormale questo equivale a
{\displaystyle \sum _{i}\left|c_{i}\right|^{2}=1.}
Questo genere di sviluppo gioca un ruolo importante nelle misure in meccanica quantistica. In particolare, se i {\displaystyle |{k_{i}}\rangle } sono autostati (con autovalori ki) di un'osservabile misurata sullo stato normalizzato {\displaystyle |\psi \rangle }, allora la probabilità che il risultato della misura sia ki è |ci|2. La condizione di normalizzazione fissa la somma totale delle probabilità uguale a 1.
Un esempio particolarmente importante è la base della posizione, che è la base formata dagli autostati {\displaystyle |\mathbf {r} \rangle } con autovalori {\displaystyle \mathbf {r} } dell'osservabile che corrisponde alla misura della posizione spaziale. Se questi autostati sono non degeneri (per esempio, se il sistema è una particella singola senza spin), allora ogni ket {\displaystyle |\psi \rangle } è associato a una funzione a valori complessi dello spazio tridimensionale:
{\displaystyle \psi (\mathbf {r} )\equiv \langle \mathbf {r} |\psi \rangle .}
Questa funzione è definita la funzione d'onda associata a {\displaystyle |\psi \rangle }. Similmente al caso discreto, la densità di probabilità che si trovi la particella nella posizione {\displaystyle \mathbf {r} } is {\displaystyle |\psi (\mathbf {r} )|^{2}} e gli stati normalizzati hanno 
{\displaystyle \int \mathrm {d} ^{3}\mathbf {r} \,|\psi (\mathbf {r} )|^{2}=1}.
In termini dell'insieme continuo che forma la base della posizione, {\displaystyle |\mathbf {r} \rangle }, lo stato {\displaystyle |\psi \rangle } è:
{\displaystyle |\psi \rangle =\int \mathrm {d} ^{3}\mathbf {r} \,\psi (\mathbf {r} )|\mathbf {r} \rangle }.

### Sovrapposizione di stati puri
Come già menzionato, gli stati quantistici possono essere sovrapposti. Se {\displaystyle |\alpha \rangle } e {\displaystyle |\beta \rangle } sono due ket corrispondenti a stati quantistici, il ket
{\displaystyle c_{\alpha }|\alpha \rangle +c_{\beta }|\beta \rangle }
è un altro stato (possibilmente non normalizzato), diverso dai primi due. Si noti che sia le ampiezze sia le fasi di {\displaystyle c_{\alpha }} e {\displaystyle c_{\beta }} influenzeranno lo stato risultante; in altre parole, ad esempio, anche se {\displaystyle |\psi \rangle } e {\displaystyle e^{i\theta }|\psi \rangle } (per θ reale) corrispondono allo stesso stato fisico, non sono interscambiabili, perché {\displaystyle |\phi \rangle +|\psi \rangle } e {\displaystyle |\phi \rangle +e^{i\theta }|\psi \rangle } non corrisponderanno allo stesso stato fisico per tutte le scelte di {\displaystyle |\phi \rangle }. Tuttavia, {\displaystyle |\phi \rangle +|\psi \rangle } e {\displaystyle e^{i\theta }(|\phi \rangle +|\psi \rangle )} corrisponderanno allo stesso stato fisico. Questo fatto si esprime dicendo che i fattori di fase "globali" non sono fisici, mentre lo sono quelli "relativi".
Un altro esempio pratico di sovrapposizione è l'esperimento della doppia fenditura, nel quale la sovrapposizione porta a interferenza quantistica. Lo stato del fotone è una sovrapposizione di due diversi stati, uno corrispondente al passaggio attraverso la fenditura sinistra e l'altro al passaggio attraverso la fenditura destra. La fase relativa tra questi due stati dipende dalla differenza tra le due fenditura. L'interferenza, che dipende da questa fase, è costruttiva in alcuni punti e distruttiva in altri, creando così una figura di interferenza. Si dice gli stati sovrapposti sono in una "sovrapposizione coerente", in analogia con la coerenza di altri fenomeni ondulatori.
L'importanza delle fasi relative si manifesta anche nell'oscillazione di Rabi, dove, per via dell'equazione di Schrödinger, la fase relativa varia nel tempo, risultando in una sovrapposizione di stati che oscilla da uno stato all'altro.

### Stati misti
Uno stato quantistico puro è uno stato che può essere descritto da un vettore ket, come descritto sopra.  Uno stato quantistico misto è un insieme statistico di stati puri (la disciplina correlata è la meccanica statistica quantistica). Gli stati misti originano inevitabilmente da stati puri quando, per un sistema quantistico composto {\displaystyle H_{1}\otimes H_{2}} con uno stato entangled, la parte di {\displaystyle H_{2}} è inaccessibile all'osservatore. Lo stato della parte di {\displaystyle H_{1}} è espresso quindi come la traccia parziale su {\displaystyle H_{2}}.
Uno stato misto non può essere descritto con un singolo vettore ket. Invece, è descritto dalla sua matrice densità (o operatore densità) associata, solitamente denotata con ρ. Notare che le matrici densità possono descrivere sia gli stati puri che quelli misti, trattandoli allo stesso livello. Inoltre, uno stato misto su un dato sistema quantistico descritto da uno spazio di Hilbert {\displaystyle H} può essere sempre rappresentato come la traccia parziale di uno stato quantistico puro su un sistema più grande {\displaystyle H\otimes K} per uno spazio di Hilbert {\displaystyle K} sufficientemente grande.
La matrice densità che descrive uno stato misto è definita come un operatore della forma
{\displaystyle \rho =\sum _{s}p_{s}|\psi _{s}\rangle \langle \psi _{s}|}
dove {\displaystyle p_{s}} è la frazione dell'insieme in ogni stato puro {\displaystyle |\psi _{s}\rangle }. Si può pensare alla matrice densità come a un modo di usare il formalismo a una particella per descrivere il comportamento di molte particelle simili dando una distribuzione (o insieme) di probabilità degli stati in cui queste particelle possono trovarsi.
Un criterio semplice per capire se una matrice densità descrive uno stato puro o uno misto è verificare se la traccia di ρ2 sia uguale a 1 (stato puro) o minore di 1 (stato misto). Un altro criterio, equivalente, è che l'entropia di von Neumann è 0 per uno stato puro e strettamente positiva per uno stato misto.
Le regole della misura in meccanica quantistica sono particolarmente semplici da esprimere in termini di matrici di densità. Ad esempio, il valore di aspettazione (media) d'insieme di una misurazione corrispondente a un'osservabile A è data da
{\displaystyle \langle A\rangle =\sum _{s}p_{s}\langle \psi _{s}|A|\psi _{s}\rangle =\sum _{s}\sum _{i}p_{s}a_{i}|\langle \alpha _{i}|\psi _{s}\rangle |^{2}=\operatorname {tr} (\rho A)}
dove {\displaystyle |\alpha _{i}\rangle ,\;a_{i}} sono rispettivamente autoket e autovalori per l'operatore A, e "tr" denota la traccia. È importante notare che stanno accadendo due tipi di medie, di cui una è una sovrapposizione quantistica pesata sui ket di base {\displaystyle |\psi _{s}\rangle }  degli stati, e l'altra è una media statistica (detta incoerente) con le probabilità ps  di quegli stati.
Secondo Eugene Wigner, il concetto di miscela fu introdotto da Lev Landau.

### Fonti
1. ↑   Steven Weinberg, The Quantum Theory of Fields, I, Cambridge University Press, 2002, ISBN 978-0-521-55001-7.
2. ↑   Griffiths, David J., Introduction to Quantum Mechanics (2nd ed.), Prentice Hall, 2004, ISBN 978-0-13-111892-8.
3. ↑   Alexander S. Holevo, Statistical Structure of Quantum Theory, Lecture Notes in Physics, Springer, 2001, ISBN 3-540-42082-7, OCLC 318268606.
4. ↑   Asher Peres, Quantum Theory: Concepts and Methods, Kluwer Academic Publishers, 1995, ISBN 0-7923-2549-4.
5. ↑  (EN) Eleanor G. Rieffel e Wolfgang H. Polak, Quantum Computing: A Gentle Introduction, MIT Press, 4 marzo 2011, ISBN 978-0-262-01506-6.
6. ↑   K. A. Kirkpatrick, The Schrödinger-HJW Theorem, in Foundations of Physics Letters, vol. 19, n. 1, febbraio 2006,  pp. 95-102, DOI:10.1007/s10702-006-1852-1, ISSN 0894-9875 (WC · ACNP).
7. ↑   Statistical Mixture of States, su xbeams.chem.yale.edu. URL consultato il 5 novembre 2021 (archiviato dall'url originale il 21 marzo 2019).
8. ↑   The Density Matrix, su electron6.phys.utk.edu. URL consultato il 24 gennaio 2012 (archiviato dall'url originale il 15 gennaio 2012).
9. ↑  Heisenberg, W. (1927). Über den anschaulichen Inhalt der quantentheoretischen Kinematik und Mechanik, Z. Phys. 43: 172–198. Translation as 'The actual content of quantum theoretical kinematics and mechanics'. Also translated as 'The physical content of quantum kinematics and mechanics' at pp. 62–84 by editors John Wheeler and Wojciech Zurek, in Quantum Theory and Measurement (1983), Princeton University Press, Princeton NJ.
10. ↑  Bohr, N. (1927/1928). The quantum postulate and the recent development of atomic theory, Nature Supplement April 14 1928, 121: 580–590.
11. ↑  Gottfried (2003), p. 65.
12. ↑   Steven Weinberg, The Quantum Theory of Fields, I, Cambridge University Press, 2002,  p. 50, ISBN 978-0-521-55001-7.
13. ↑  Blum, Density matrix theory and applications, page 39.
14. ↑   Eugene Wigner, Remarks on the mind-body question, in I.J. Good (a cura di), The Scientist Speculates, London, Heinemann, 1962,  pp. 284-302.
15. ↑   Lev Landau, Das Dämpfungsproblem in der Wellenmechanik (The Damping Problem in Wave Mechanics), in Zeitschrift für Physik, vol. 45, 5–6, 1927,  pp. 430-441, Bibcode:1927ZPhy...45..430L, DOI:10.1007/bf01343064. traduzione inglese ristampata su:  D. Ter Haar (a cura di), Collected papers of L.D. Landau, Oxford, Pergamon Press, 1965. p.8–18
16. ↑  Landau (1965), pp. 38-41.

### Approfondimenti
1. ↑  Più propriamente, uno stato è un raggio, ovvero un vettore e tutti i suoi multipli. Ad esempio, {\displaystyle |v\rangle } e {\displaystyle 2|v\rangle } sono due vettori diversi ma appartengono allo stesso raggio, e quindi rappresentano lo stesso stato quantistico.
2. ↑  Talvolta vengono impropriamente usate le parentesi uncinate anziché le parentesi angolate.
3. ↑  Per evitare fraintendimenti, si intende che le misure sono state effettuate sullo stesso stato, ma in due esecuzioni dell'esperimento.
4. ↑  Dirac (1958), p. 4: "If a system is small, we cannot observe it without producing a serious disturbance."
5. ↑  cioè separate da un ritardo nullo. Si può immaginare fermare il tempo, fare le due misure e poi riavviarlo. In questo modo le misure sono state fatte allo stesso momento ma è possibile distinguere quale è stata fatta prima.
6. ↑  Dirac (1958), p. 20: "The bra vectors, as they have been here introduced, are quite a different kind of vector from the kets, and so far there is no connexion between them except for the existence of a scalar product of a bra and a ket."
7. ↑  Dirac (1958), p. 19: "A scalar product 〈B|A now appears as a complete bracket expression."
8. ↑  Gottfried (2003), p. 31 : "to define the scalar products as being between bras and kets." Google Books
9. ↑  Notare che uno stato {\displaystyle |\psi \rangle } è una sovrapposizione di stati di base diversi {\displaystyle |\mathbf {r} \rangle }, quindi {\displaystyle |\psi \rangle } e {\displaystyle |\mathbf {r} \rangle } sono elementi dello stesso spazio di Hilbert. Una particella nello stato {\displaystyle |\mathbf {r} \rangle } si trova precisamente nella posizione {\displaystyle \mathbf {r} =(x,y,z)}, mentre una particella nello stato {\displaystyle |\psi \rangle } si può trovare in varie posizioni con diverse probabilità.
10. ↑  Nel caso continuo, i ket di base {\displaystyle |\mathbf {r} \rangle } non sono unitari (a differenza dello stato {\displaystyle |\psi \rangle }): sono invece normalizzati secondo {\displaystyle \textstyle \int \mathrm {d} ^{3}\mathbf {r} '\,\langle \mathbf {r} |\mathbf {r} '\rangle =1,}(Landau (1965), p. 17) cioè {\displaystyle \langle \mathbf {r} |\mathbf {r} '\rangle =\delta (\mathbf {r} '-\mathbf {r} )} (una delta di Dirac), il che significa che {\displaystyle \langle \mathbf {r} |\mathbf {r} \rangle =\infty .}
11. ↑  Questo criterio è valido solo se la matrice densità è normalizzata e quindi ha traccia 1, come è assunto in questa voce e in molti libri di testo. È però possibile adoperare un'altra normalizzazione, in tal caso il criterio per uno stato diventa: {\displaystyle \operatorname {Tr} (\rho ^{2})=(\operatorname {Tr} \rho )^{2}}.